# Melangyna barbifrons
Melangyna barbifrons là một loài ruồi trong họ Ruồi giả ong (Syrphidae). Loài này được Fallén mô tả khoa học đầu tiên năm 1817. Melangyna barbifrons phân bố ở vùng Cổ Bắc giới